# Бромід натрію
Натрію бромід (лат. Natrii bromidum) — неорганічна бінарна сполука, середня сіль лужного металу натрію та бромистоводневої кислоти. Синоніми, що використовуються у фармації: англ. Sodium Bromide.

## Загальна інформація
Препарати брому мають здатність концентрувати та посилювати процеси гальмування в корі великого мозку, вони можуть відновлювати рівновагу між процесами збудження та гальмування, особливо при підвищеній збудливості ЦНС.
У минулому препарати брому широко застосовувалися як седативні та протисудомні засоби. В даний час вони користуються рідше, але свого значення вони не втратили.
Застосовують препарати брому при неврастенії, неврозах, істерії, підвищеній дратівливості, безсонні, початкових формах гіпертонічної хвороби, а також при епілепсії та хореї.

## Протипоказання
При тривалому прийомі бромідів можливі побічні явища («бромізм»): нежить, кашель, кон'юнктивіт, загальна млявість, ослаблення пам'яті, висипання на шкірі (acne bromica). У цих випадках (за відсутності протипоказань) вводять в організм велику кількість натрію хлориду (10-20 г на добу) у поєднанні з великою кількістю води (3-5 л на добу).

## Фізичні властивості
Білий кристалічний порошок без запаху, солоного смаку. Гігроскопічний. Розчинний у воді (1:1,5) та спирті (1:10). Розчини (pH 6,0-7,0) стерилізують при +100 °C протягом 30 хв.

## Форма випуску
Форми випуску: порошок; таблетки по 0,5 г, 3 % розчин.

## Зберігання
Зберігання: у добре закупореній тарі, що оберігає від дії світла, у сухому місці.

## Токсикологія
Бромід натрію нетоксичний. ЛД50 становить 3500 мг/кг. Однак передозування бромідів в організмі небезпечне.